# Medvekörömformák
A medvekörömformák (Acanthoideae) az ajakosvirágúak (Lamiales) rendjébe tartozó medvekörömfélék (Acanthaceae) családjának egy alcsaládja.

## Rendszerezés
- Acantheae nemzetségcsoport 21 nemzetséggel:
  - Acanthopsis
  - medveköröm (Acanthus)
  - Achyrocalyx
  - Aphelandra
  - Blepharis
  - Crossandra
  - Crossandrella
  - Cynarospermum
  - Cyphacanthus
  - Encephalosphaera
  - Geissomeria
  - Holographis
  - Neriacanthus
  - Orophochilus
  - Rhombochlamys
  - Salpixantha
  - Sclerochiton
  - Stenandrium
  - Streptosiphon
  - Strobilacanthus
  - Xantheranthemum
- Andrographideae nemzetségcsoport 8 nemzetséggel:
  - Andrographis
  - Cystacanthus
  - Diotacanthus
  - Graphandra
  - Gymnostachyum
  - Haplanthodes
  - Indoneesiella
  - Phlogacanthus
- Barlerieae nemzetségcsoport 13 nemzetséggel:
  - Acanthostelma
  - Acanthura
  - Barleria
  - Barleriola
  - Borneacanthus
  - Boutonia
  - Chroesthes
  - Crabbea
  - Golaea
  - Hulemacanthus
  - Lasiocladus
  - Lepidagathis
  - Lophostachys
- Justicieae nemzetségcsoport több mint száz nemzetséggel:

| - Afrofittonia - Ambongia - Ancistranthus - Angkalanthus - Anisacanthus - Anisotes - Anthacanthus - Aphanosperma - Ascotheca - Asystasia - Asystasiella - Ballochia - Brachystephanus - Calycacanthus - Carlowrightia - Celerina - Centrilla - Cephalacanthus - Chalarothyrsus - Chamaeranthemum - Championella - Chileranthemum - Chlamydocardia - Chlamydostachya - Chorisochora - Clinacanthus - Clistax - Codonacanthus - Conocalyx - Cosmianthemum - Cyclacanthus - Cylindrosolenium - Danguya - Dasytropis - Dichazothece - Dicladanthera - Dicliptera - Ecbolium - Filetia - Fittonia - Forcipella - Glossochilus - Graptophyllum - Gypsacanthus - Harpochilus - Henrya - Herpetacanthus - Hoverdenia - Hypoestes - Ichtyostoma - Isoglossa - Isotheca - Jadunia | - Juruasia - Justicia - Kalbreyeriella - Kudoacanthus - Linariantha - Mackaya - Marcania - Megalochlamys - Megalostoma - Megaskepasma - Melittacanthus - Metarungia - Mexacanthus - Mirandea - Monechma - Monothecium - Oplonia - Oreacanthus - Pachystachys - Pelecostemon - Peristrophe - Phialacanthus - Podorungia - Poikilacanthus - Populina - Pranceacanthus - Pseuderanthemum - Pseudodicliptera - Psilanthele - Ptyssiglottis - Pulchranthus - Razisea - Rhinacanthus - Ritonia - Rungia - Ruspolia - Ruttya - Samuelessonia - Sapphoa - Schaueria - Sebastiano-schaueria - Spathacanthus - Sphinctacanthus - Stenostephanus - Streblacanthus - Tessmanniacanthus - Tetramerium - Thysanostigma - Trichaulax - Trichocalyx - Xerothamnella - Yeatesia |

- Ruellieae nemzetségcsoport mintegy félszáz nemzetséggel:

| - Acanthopale - Aechmanthera - Apassalus - Benoicanthus - Bravaisia - Brillantaisia - Brunoniella - Calacanthus - Clarkeasia - Dischistocalyx - Duosperma - Dyschoriste - Echinacanthus - Epiclastopelma - Eranthemum - Eremomastax - Hemigraphis - Heteradelphia - Hygrophila - Ionacanthus - Kosmosiphon - Leptosiphonium | - Louteridium - Lychniothyrsus - Mellera - Mimulopsis - Pararuellia - Petalidium - Phaulopsis - Physacanthus - Pseudoruellia - Ruellia - Ruelliopsis - Sanchezia - Satanocrater - Sautiera - Spirostigma - Stenosiphonium - Stenothyrsus - Strobilanthes - Strobilanthopsis - Suessenguthia - Trichanthera - Trichosanchezia - Zygoruellia |

- Whitfieldieae nemzetségcsoport 8 nemzetséggel:
  - Camarotea
  - Chlamydacanthus
  - Forcipella
  - Lankesteria
  - Leandriella
  - Theileamea
  - Vindasia
  - Whitfieldia